# A24 (wytwórnia filmowa)
A24 (wcześniej A24 Films) – amerykańskie niezależne przedsiębiorstwo mediowe, zajmujące się dystrybucją i produkcją filmów, założone w 2012 roku przez Daniela Katza, Davida Fenkela i Johna Hodgesa.
W maju 2015 roku studio uruchomiło swój oddział telewizyjny A24 Television, który finansuje i rozwija seriale telewizyjne.

## Dystrybucja i produkcja

### Film
A24 dystrybuuje i produkuje od 18 do 20 filmów rocznie.
| Data wydania     | Tytuł           |
| ---------------- | --------------- |
| 19 stycznia 2017 | Toru            |
| 10 maja 2020     | The Fall        |
| 21 lipca 2020    | Strasbourg 1518 |

### Telewizja
| Rok         | Tytuł        | Okres produkcji | Liczba sezonów | Liczba odcinków | Oryginalna emisja |
| ----------- | ------------ | --------------- | -------------- | --------------- | ----------------- |
| 2021        | Ziwe         | 6 maja 2021     | 1              | 6               | Showtime          |
| TBA         | Beef         | N/A             | 1              | 10              | Netflix           |
| TBA         | The Curse    | N/A             | 1              | 10              | Showtime          |
| TBA         | Earthsea     | N/A             | N/A            | N/A             | N/A               |
| TBA         | Hazbin Hotel | N/A             | 1              | 8               | Prime Video       |
| TBA         | Irma Vep     | N/A             | 1              | 8               | HBO               |
| TBA         | Memorial     | N/A             | N/A            | N/A             | N/A               |
| Połowa 2021 | Mr. Corman   | N/A             | N/A            | N/A             | Apple TV+         |
| TBA         | Outlawed     | N/A             | N/A            | N/A             | N/A               |
| TBA         | Shuggie Bain | N/A             | N/A            | N/A             | N/A               |